# ヴィレッジ・ピープル
ヴィレッジ・ピープル（英語: Village People）は、アメリカ合衆国の男性6人組のグループ。1977年にヴィクター・ウィリスによって結成され、「Y.M.C.A.」などの大ヒット作を数々と生み出した。またペット・ショップ・ボーイズがカバーした「ゴー・ウエスト」、ピンク・レディーや渋谷哲平らがカバーした「イン・ザ・ネイヴィー」（ピンク・レディー版のタイトルは「ピンク・タイフーン (In The Navy)」、澁谷哲平版は「ヤング・セーラーマン」）、「マッチョマン」などのヒット曲が有名である。
1985年に一旦解散するも1987年に再結成。幾度かのメンバーチェンジを行いながらも、アメリカ国内のみならず世界各国でライブ活動を続けている。

## 来歴
1977年、ニューヨークで結成。フランス人音楽プロデューサーのジャック・モラリが仕掛け人。モラリは、ニューヨークのグリニッジ・ヴィレッジにあるゲイ・ディスコを訪れた際、インディアンの衣装を身に着けたダンサーのフェリペ・ローズが目に留まった。その周辺ではカウボーイや建設作業員のコスプレをした男たちが踊っており、これを見たモラリの「ゲイの象徴的グループを作ろう」という思いつきが始まりである。グループ名は前述の「グリニッジ・ヴィレッジ」に由来する。
グループ結成にあたり、モラリはまずフェリペ・ローズをスカウト。そして、ミュージカル俳優やシンガーとしてすでに活躍していたヴィクター・ウィリスをリード・ボーカルに抜擢した。その友人でシンガーのアレックス・ブレイリーもバック・ボーカルとして加入させる。その後、新聞に「ゲイのシンガーで、マッチョ・ルックの人求む」という広告を打ち出してオーディションを行い、その結果、デイヴィッド・ホードー、ランディ・ジョーンズ、グレン・ヒューズ（イギリスのミュージシャン、グレン・ヒューズとは別人）の3人がメンバー入りした。
初期のヴィレッジ・ピープルは、ゲイ・ディスコでの営業等を中心に活動していたが、ゲイ受けを狙いすぎたヴィジュアルや音楽性が裏目に出てしまい、ターゲットとする肝心のゲイたちから「ゲイをパロディ化している」と誤解され、反応はあまり芳しくなかったという。そこで、ゲイのみに限定せず一般人にもアピールするために行ったポップ路線への変更が功を奏し、世界的スターとして大成功を収める結果となった。
1970年代後半にはディスコソングを中心に世界的ヒット曲を次々生み出している。ゲイ・マーケットをターゲットにして売り出され、メンバーそれぞれが、ゲイ受けを狙ったアメリカの職業等のコスプレをしている。ポップス史上、ゲイ・イメージを打ち出し音楽活動を行った最初のグループといわれ、アメリカにおけるゲイの地位向上に貢献したとの評価もある。長年ゲイだと思われてきた2代目リード・ボーカルのレイ・シンプソンは一般女性と結婚し、娘も誕生している。なお、レコードジャケットに写る人物と、実際に歌唱しているスタジオ・ミュージシャンのヴォーカリストは別人であり、その件は世に知れ渡っている。
1978年、グループ最大のヒット曲「Y.M.C.A.」が発売され、79年に大ヒットした。同曲は、西城秀樹が「YOUNG MAN (Y.M.C.A.)」として1979年にカバー。オリジナル同様に大ヒットを記録し、日本でも楽曲とともにグループ名が一躍有名となった。2006年にはレイザーラモンHGもカバーしている。ピンク・レディーはカバー曲の中で、「やっちゃいな、やっちゃいな、やりたくなったら、やっちゃいな」と歌った。その後、80年代末になってからは、元メンバーのマイルス・ジェイが、アイランド・レコードに所属しソウル・チャートで小ヒットを放っている。

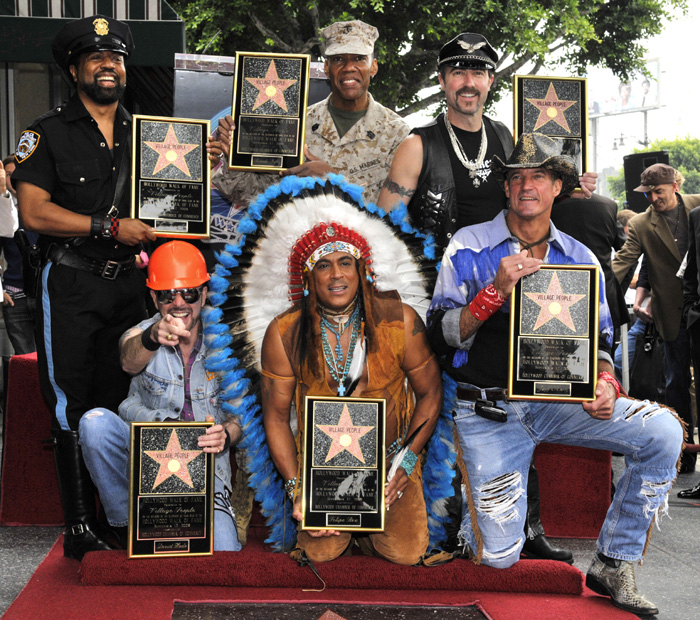
2008年撮影

2008年9月12日、ハリウッド・ウォーク・オブ・フェームの星形プレートにグループ名が刻まれた。
2013年にジム・ニューマンがカウボーイ役として加入し、同年10月にビル・ホワイトフィールドが土工役として加入。
2017年、著作権使用料や作詞作曲クレジットに関する司法判断が確定し、ビクター・ウィリスがヴィレッジ・ピープルの名前とキャラクターを使用するライセンスを取得。ビクター・ウィリスは、メンバーを一新してメインボーカルとして35年ぶりに復帰した。
2018年11月に33年ぶりとなるオリジナル・アルバム『A Village People Christmas』を発売。
2019年8月3日に共同作業者であるアンリ・ベロロが死去。

## メンバー
| 名前                                                     | 担当（キャラクター）   | 在籍期間                                      |
| 現メンバー                                               | 現メンバー             | 現メンバー                                    |
| -------------------------------------------------------- | ---------------------- | --------------------------------------------- |
| ヴィクター・ウィリス （英語: Victor Willis）             | 警官 提督              | 結成時 - 1979年 1981年 - 1982年 2017年 - 現在 |
| ジェームズ・クォン （英語: James Kwong）                 | 土工                   | 2017年 - 現在                                 |
| チャド・フリーマン （英語: Chad Freeman）                | カウボーイ             | 2017年 - 現在                                 |
| ジェフリー・ジェームズ・リポルド （英語: J. J. Lippold） | 革ジャン男             | 2017年 - 現在                                 |
| ジェームス・リー （英語: James Kwong）                   | GI                     | 2017年 - 現在                                 |
| アイザック・ロペス （英語: Isaac Lopez）                 | ネイティブ・アメリカン | 2021年 - 現在                                 |
| 旧メンバー                                               |                        |                                               |
| マーク・マスラー （英語: Mark Mussler）                  | 土工                   | 結成時                                        |
| デイブ・フォレスト （英語: Mark Mussler）                | カウボーイ             | 結成時                                        |
| リー・ムートン （英語: Lee Mouton）                      | バイカー               | 結成時                                        |
| ピーター・ホワイトヘッド （英語: Peter Whitehead）       | 不明                   | 結成時                                        |
| マイルズ・ジェイ （英語: Miles Jaye）                    | 警官                   | 1982年 - 1984年                               |
| レイ・ステファンズ （英語: Ray Stephens）                | 警官                   | 1984年 - 1985年                               |
| マーク・リー （英語: Mark Lee）                          | 土工                   | 1982年 - 1985年                               |
| ランディ・ジョーンズ （英語: Randy Jones）               | カウボーイ             | 1977年 - 1980年                               |
| グレン・ヒューズ （英語: Glenn Hughes）                  | 革ジャン男             | 1977年 - 1995年                               |
| ジェフ・オルソン （英語: Jeff Olson）                    | カウボーイ             | 1981年 - 1985年 1990年 - 2013年               |
| デイヴィッド・ホードー （英語: David Hodo）              | 土工                   | 1977年 - 1982年 1987年 - 2013年               |
| フェリペ・ローズ （英語: Felipe Rose）                   | インディアン           | 結成時 - 2017年                               |
| アレックス・ブレイリー （英語: Alex Briley）             | GI                     | 結成時 - 2017年                               |
| レイ・シンプソン （英語: Ray Simpson）                   | 警官                   | 1979年 - 1982年 1987年 - 2017年               |
| エリック・アンザローン （英語: Eric Anzalone）           | 革ジャン男             | 1995年 - 2017年                               |
| ビル・ホワイトフィールド （英語: Bill Whitefield）       | 革ジャン男             | 2013年 - 2017年                               |
| ジム・ニューマン （英語: Jim Newman）                    | カウボーイ             | 2013年 - 2017年                               |
| ソニー・アール （英語: Sonny Earl）                      | GI                     | 2017年 - 2018年                               |
| エンジェル・モラレス （英語: Angel Morales）             | ネイティブ・アメリカン | 2017年 - 2020年                               |

## 代表曲
- 「サンフランシスコ」 - "San Francisco" （1977年）
- 「マッチョマン」 - "Macho Man" （1978年）
- 「Y.M.C.A.」 - "Y.M.C.A." （1978年）
- 「イン・ザ・ネイヴィー」 - "In The Navy" （1979年）
- 「ゴー・ウエスト」 - "Go West" （1979年）
- "Ready For The 80's" （1979年）
- "Can't Stop The Music" （1980年）

## ディスコグラフィ

### スタジオ・アルバム
- 『ヴィレッジ・ピープル登場』 - Village People （1977年）
- 『マッチョマン』 - Macho Man （1978年）
- 『クルージン』 - Cruisin' （1978年）
- 『ゴー・ウェスト』 - Go West （1979年）
- 『ライヴ・アンド・スリージー』 - Live and Sleazy （1979年） ※A面はライブ音源
- 『キャント・ストップ・ザ・ミュージック』 - Can't Stop the Music - The Original Soundtrack Album （1980年）
- 『ルネッサンス』 - Renaissance （1981年）
- 『フォックス・オン・ザ・ボックス』 - Fox on the Box （1982年） ※CD化の際に『In the Street』に改題
- Sex Over the Phone （1985年）

### コンピレーション・アルバム等
- Live: Seoul Song Festival （1984年）
- Greatest Hits （1988年）
- Greatest Hits '89 Remixes （1989年）
- The Best of Village People （1994年）
- The Very Best Of （1998年）
- 20th Century Masters, The Millennium Collection ... The Best of Village People （2001年）
- Universal Music Icon Series: Village People （2014年）
- Village People Live At The Greek Theatre （2018年）
- A Village People Christmas （2018年）

## 出演映画
- 『ミュージック・ミュージック』 - Can't Stop The Music （1980年） ※ナンシー・ウォーカー監督
  - ヴィレッジ・ピープルの結成からデビューまでをフィクションで描いたミュージカル・コメディ。第1回ゴールデンラズベリー賞の作品賞を受賞。興行成績もまったく振るわなかった。